# Sengletus longiscapus
Sengletus longiscapus là một loài nhện trong họ Linyphiidae.
Loài này thuộc chi Sengletus. Sengletus longiscapus được Andrei V. Tanasevitch miêu tả năm 2008.